# Hyperbol Feuerbach

Feuerbach hyperbola

Đường hyperbol Feuerbach là một đường hyperbol chữ nhật đặc biệt trong tam giác. Đường hyperbol Feuerbach là quỹ tích các điểm đồng quy trong định lý Kariya. Đường hyperbol Feuerbach đi qua các điểm được đánh tên sau trong bách khoa toàn thư về các tâm của tam giác: 4 trực tâm, 7 điểm Gergonne, 8 điểm Nagel, 9 điểm mittenpunkt, 21 điểm Schiffler, 79, 80, 84, 90, 104, 177, 256, 294, 314, 885, 941, 943, 981, 983, 987, 989, 1000, 1039, 1041, 1061, 1063, 1156, 1172, 1251, 1320, 1389, 1392, 1476, 1896, 1937, 2298, 2320, 2335, 2344, 2346, 2481, 2648, và điểm 2997.
- Đường hyperbol Feuerbach là liên hợp đẳng giác của đường thẳng nối tâm đường tròn ngoại tiếp và tâm đường tròn nội tiếp của tam giác.
- Tâm đường hyperbol Feuerbach được đặt tên là X(11) trong bách khoa toàn thư về các tâm của tam giác.[1]

## Định lý Kariya
Gọi I là tâm đường tròn nội tiếp tam giác ABC, trên đường thẳng qua I và vuông góc với ba cạnh tam giác, lần lượt cắt ba cạnh đó tại A0,B0, C0 sao cho AA0=BB0=CC0(chú ý là cùng các tia IA0,IB0, IC0 cùng hướng ra ngoài hoặc vào trong tam giác) thì các đường thẳng AA0,BB0,CC0 đồng quy và quỹ tích điểm đồng quy này là đường hyperbol Feuerbach.
Định lý Kariya có một lịch sử khá dài, trước tiên được phát hiện ra bởi nhiều người trước tiên độc lập phát hiện bởi Auguste Boutin và by V. Retali . Nhưng định lý này thực sự trở nên nổi tiếng trong bài báo của Kariya.. Nhưng thực tế trường hợp tổng quát của định lý này đã được phát hiện trước đó bởi Emile Lemoine,. Định lý Kariya là một trường hợp đặc biệt của định lý Jacobi